# Mysłakowice Orzeł
Mysłakowice Orzeł – przystanek kolejowy w Mysłakowicach w powiecie karkonoskim, w województwie dolnośląskim, w Polsce.